# État des Slovènes, Croates et Serbes
Ne doit pas être confondu avec Royaume des Serbes, Croates et Slovènes.
Vous lisez un « bon article » labellisé en 2019.
29 octobre – 1er décembre 1918
(1 mois et 2 jours)
Entités précédentes :
- Autriche-Hongrie
  -  Royaume de Croatie-Slavonie
  -  Condominium de Bosnie-Herzégovine
  -  Duché de Carniole
  -  Royaume de Dalmatie

Entités suivantes :
- Royaume des Serbes, Croates et Slovènes
- Italie

L'État des Slovènes, Croates et Serbes (en croate et serbe latin Država Slovenaca, Hrvata i Srba et serbe cyrillique Држава Словенаца, Хрвата и Срба, prononcé [dr̩ʒaʋa sloʋenatsa xr̩ʋata i sr̩ba] ; en slovène Država Slovencev, Hrvatov in Srbov [dərˈʒaʋa sloˈʋentseu̯ xərˈʋatou̯ in ˈsərbou̯], abréviation SHS) est un ancien pays éphémère d'Europe formé pendant l'automne 1918 à la suite de la dissolution de l'Autriche-Hongrie lors du dénouement de la Première Guerre mondiale. Il rassemble les populations slovènes, croates et serbes des régions de Cisleithanie et de Transleithanie peuplées par les Slaves du Sud, auxquelles se sont joints les représentants de la Bosnie-Herzégovine. Le 1er décembre 1918, conformément au vote des membres de l'exécutif de l'État des Slovènes, Croates et Serbes, le nouvel État s'unit au royaume de Serbie pour constituer le royaume des Serbes, Croates et Slovènes ; cependant, cette union ne concerne pas l'ensemble de son territoire, une partie du littoral revenant au royaume d'Italie.

## Formation

### Origines

Répartition ethnique en Autriche-Hongrie (1910) et États proposés pour les États-Unis de Grande-Autriche (1906).

Rapidement après le déclenchement de la Première Guerre mondiale, le gouvernement serbe, membre de la coalition alliée, expose ses buts de guerre, rendant public son souhait de créer un État regroupant autour du royaume de Belgrade l'ensemble des Slaves du Sud, alors essentiellement placés sous le sceptre de François-Joseph, puis de Charles Ier, son successeur à la tête de l'Autriche-Hongrie. Ainsi, dès le mois de novembre 1914, le gouvernement serbe planifie un accroissement territorial important aux dépens de la double monarchie.
Parallèlement à cette politique encouragée par les Serbes, les représentants slaves du Sud de la double monarchie se montrent, dans un premier temps, publiquement favorables à la réorganisation de la double monarchie en trois royaumes sous le sceptre des Habsbourg, notamment en organisant un comité yougoslave à partir du mois de mai 1915 autour du Croate Ante Trumbić.
Au début de l'année 1918, ces mêmes représentants, membres du comité, s'organisent au sein d'un comité national, prenant modèle sur le Comité national tchécoslovaque ; Ante Trumbić, animateur des deux comités yougoslaves qui se sont succédé depuis 1915, aspire à voir le Comité national yougoslave reconnu par les Alliés, en dépit de la double opposition du gouvernement serbe et du président du conseil italien, appuyé sur les termes du pacte de Londres de 1915,. Ce comité est officiellement reconnu par les Alliés le 8 avril 1918, alors qu'une action de propagande à grande échelle est organisée par les Alliés en direction des troupes slaves de la double monarchie positionnées sur le front italien. Cette agitation en faveur du projet yougoslave rencontre un écho non négligeable au sein des populations slaves de la double monarchie, dont les représentants organisent, entre le 13 et le 16 mai 1918, de nombreuses réunions publiques en vue de populariser l'idée de l'indépendance des Slaves du Sud d'Autriche et de Hongrie.

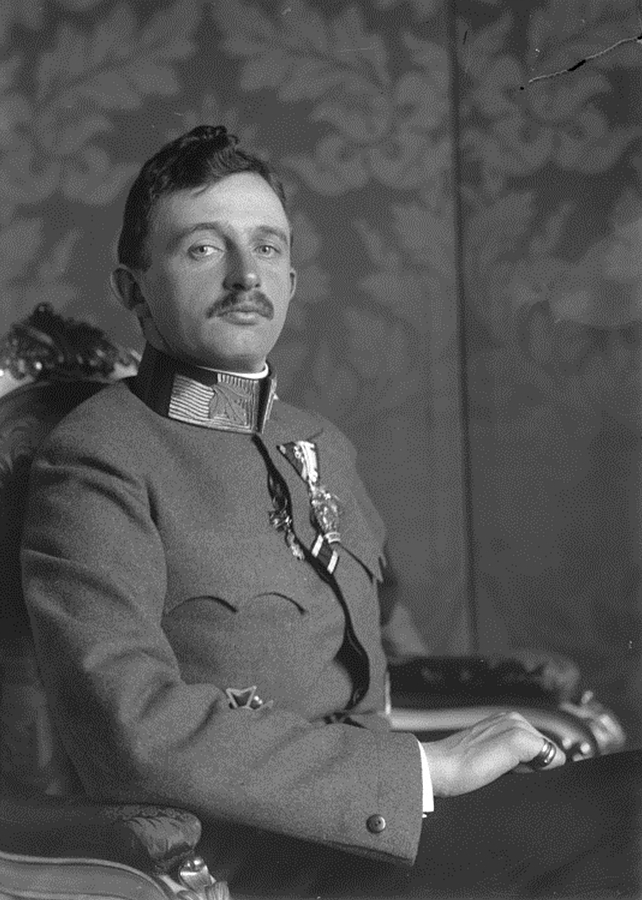
La publication du manifeste de Charles Ier n'a aucune conséquence sur le processus de l'État en formation.

Enfin, durant le dernier trimestre de la Première Guerre mondiale, les représentants des populations slaves du Sud de Hongrie et d'Autriche considèrent la pérennité de la monarchie des Habsbourg comme une option de moins en moins certaine. Ainsi, les députés slaves du Sud de la double monarchie se constituent en comité national à Laybach le 17 août 1918, alors que les tentatives de réforme de dernière minute, proposées par l'empereur-roi Charles, sont dépassées par l'évolution de la situation politique et militaire qu’affronte la double monarchie, et pour cette raison, apparaissant de plus en plus vaines ; elles ne suscitent donc aucune réaction de la part des représentants des Slaves du Sud, indifférents à ces initiatives mort-nées.
Dans ce contexte, entre le 5 et le 19 octobre 1918, un conseil national regroupant des représentants des populations slaves du Sud d'Autriche-Hongrie se met progressivement en place, rapidement rejoint par les responsables politiques croates et serbes du royaume de Croatie-Slavonie, dont les représentants votent le 28 octobre 1918 leur adhésion à l'État en cours de formation ; rapidement, les autorités locales des provinces yougoslaves de la double monarchie reconnaissent l'autorité du nouveau conseil national. La publication du manifeste impérial, le 24 octobre 1918, trouble alors à peine le processus d'émancipation des Slaves du Sud vis-à-vis de la tutelle des Habsbourg, les membres du conseil national n'accordant aucune attention au programme de réformes exposé par l'empereur-roi : ce projet de réformes de la monarchie danubienne, ambitieux pour ses promoteurs, apparaît trop tardif et trop timoré pour les représentants des nationalités, de plus en plus détachés de la dynastie ; le manifeste impérial est surtout rendu public trop tardivement pour mettre un terme à la décomposition de la monarchie des Habsbourg, alors minée par les initiatives émancipatrices des représentants des minorités, dont les députés élus par les Slaves du Sud de la double monarchie, déjà regroupés au sein d'un conseil national établi à Zagreb.

### Indépendance

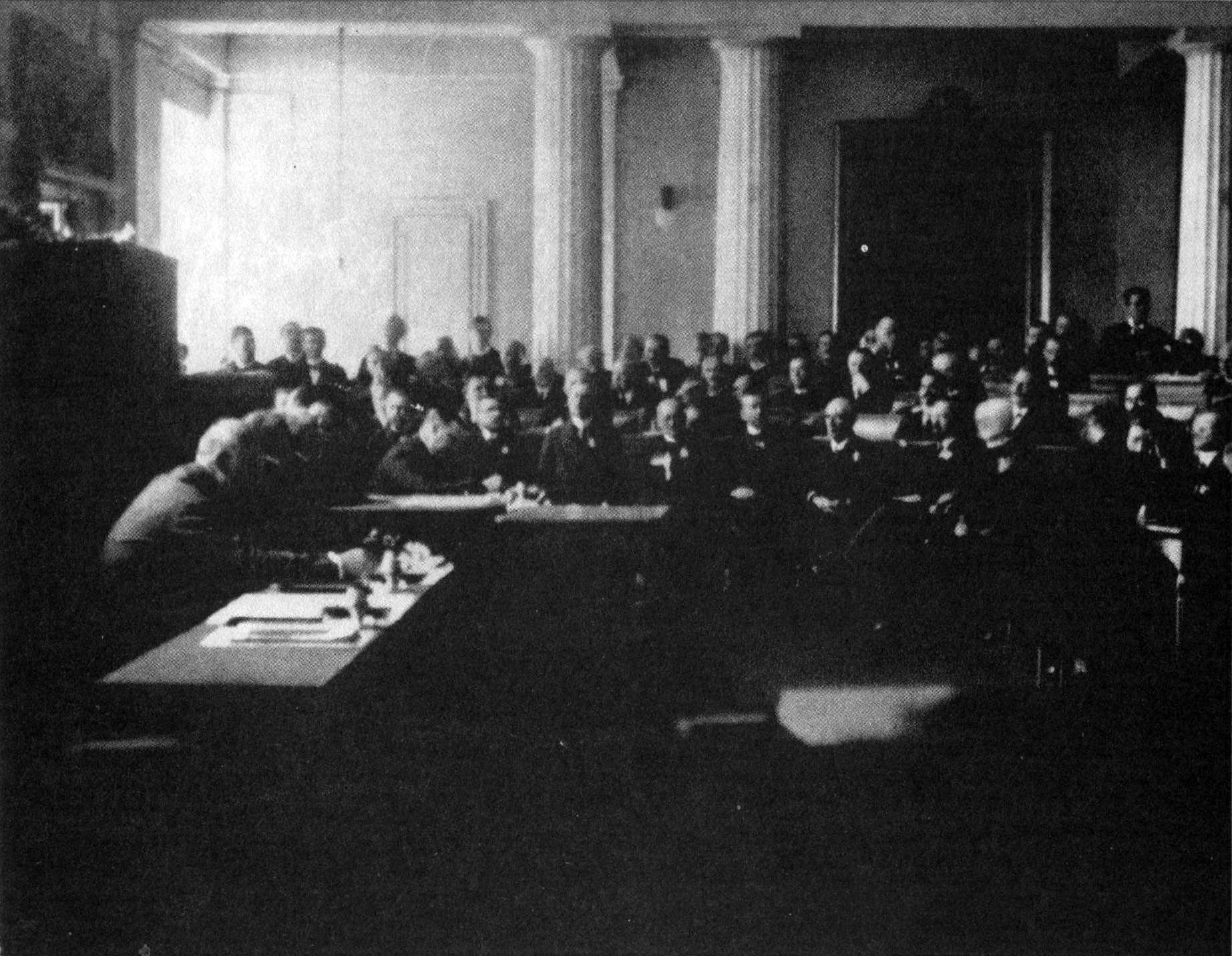
La session de la diète du royaume de Croatie-Slavonie du 29 octobre 1918 rompt les liens dynastiques entre le royaume de Croatie et le royaume de Hongrie existant depuis 1102.

Le 29 octobre 1918, le conseil national des Slaves du Sud, exerçant son autorité sur les territoires slaves du Sud de l'empire d'Autriche, proclame les droits à l'autodétermination des Slaves du Sud. Le même jour, la diète du royaume de Croatie proclame la rupture des liens existant avec le royaume de Hongrie,.
L'indépendance du nouvel État est confirmée, en pleine séance du Sabor de Zagreb, le parlement du royaume de Croatie-Slavonie : les représentants du royaume rejoignent officiellement le nouvel État, remettant ainsi en cause les liens l'unissant depuis 1102 au royaume de Hongrie,,. L'adhésion du royaume de Croatie-Slavonie ne suscite pas d'opposition de la part du gouvernement de Mihály Károlyi, dernier président du conseil du royaume de Hongrie désigné par le roi Charles IV ; en effet, le nouveau président du conseil du royaume de Hongrie, souhaitant préserver l'indépendance de la Hongrie historique, est alors conscient de l'indépendance de fait de la Croatie, et de la rupture des liens juridiques et politiques unissant jusque là les deux royaumes.
Le 31 octobre 1918, le nouvel État est officiellement proclamé indépendant de l'Autriche et de la Hongrie et commence à se doter de certains attributs de l'indépendance, notamment une marine de guerre. De plus, souhaitant rapidement affirmer cette indépendance par un acte politique fort, ses représentants ordonnent la rupture des communications entre l'Armeeoberkommando, le commandement austro-hongrois, et les unités austro-hongroises en retraite depuis les positions qu'elles occupent en Serbie, en Albanie et au Monténégro.

### Un État éphémère

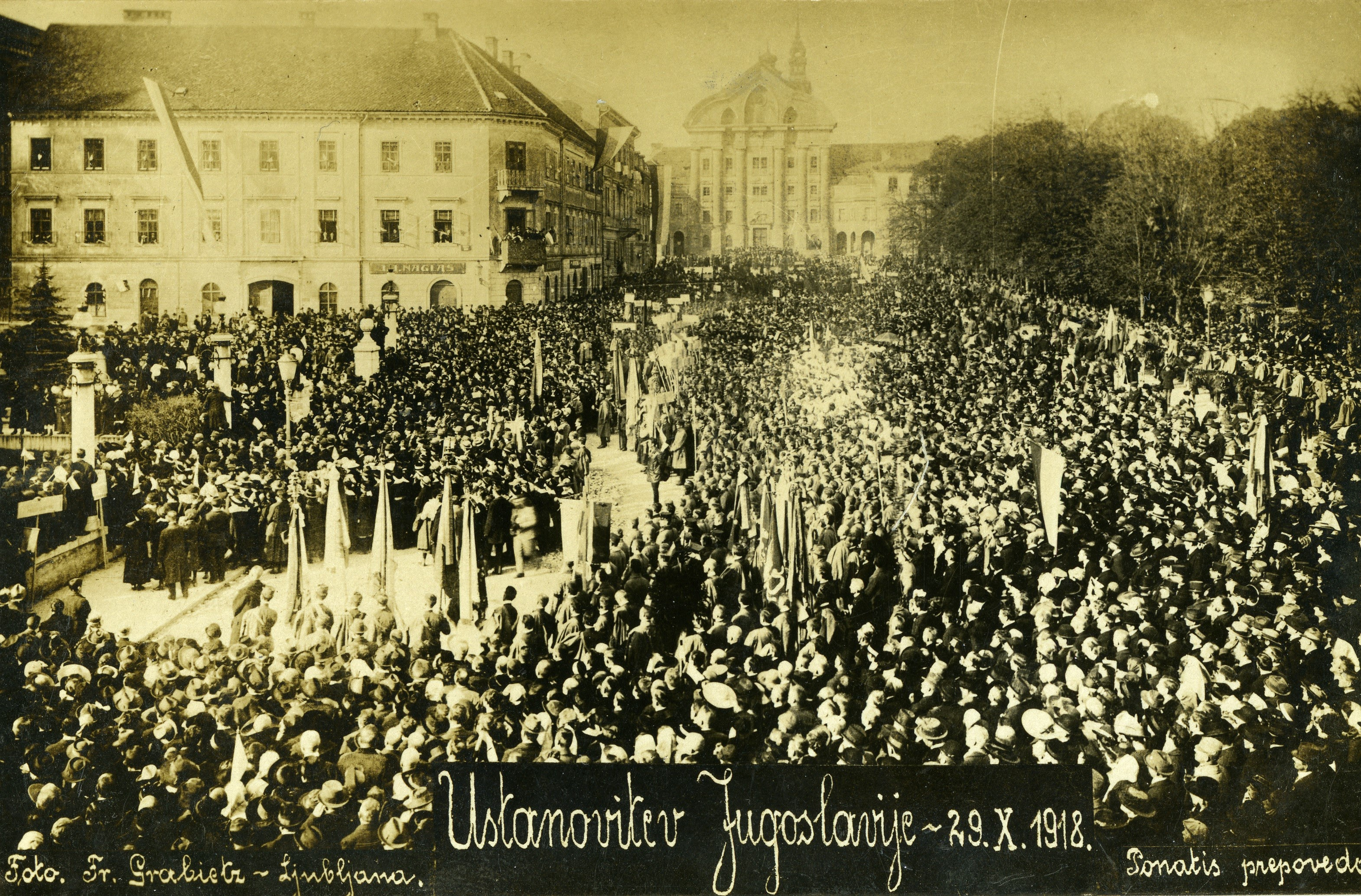
Proclamation de l'indépendance de l'État des Slovènes, Croates et Serbes à Ljubljana le 29 octobre 1918.

Constitué durant le mois d'octobre 1918, le nouvel État est perçu par les vainqueurs comme une solution provisoire, prélude au partage, entre l'Italie et la Serbie, de la côte adriatique de la double monarchie.
Pour cette raison, principalement, l'État des Slovènes, Croates et Serbes ne jouit d'aucune reconnaissance internationale. Son nom même est le fruit d'un compromis vite remis en cause sous la pression des Serbes, jouissant alors du prestige des vainqueurs : lors de sa constitution, les élus qui ont proclamé son émancipation du sceptre des Habsbourg ont appelé le nouvel État l'« État des Slovènes, Croates et Serbes », mais, parmi ces élus, les représentants serbes, soutenus par le gouvernement de Belgrade, obtiennent son changement de nom, imposant la titulature d'« État des Serbes, Croates et Slovènes ».
Pour les Slovènes, ce nouvel État éphémère a néanmoins constitué le premier État national indépendant, jalon pour la construction d'une identité nationale propre.

## Organisation intérieure

### Composition territoriale
Le nouvel État regroupe l'ensemble des territoires peuplés par les populations slaves du Sud de la double monarchie danubienne. Les frontières englobent donc des territoires anciennement autrichiens, hongrois ainsi que le condominium de Bosnie-Herzégovine.
Durant la seconde moitié du mois d'octobre 1918, se sont détachés de l'empire d'Autriche, le duché de Carniole et le royaume de Dalmatie ; le corpus separatum de Fiume et le royaume de Croatie-Slavonie, l'un comme l'autre issus de la Hongrie, rejoignent le nouvel État peu après.
De plus, la Convention de Belgrade, signée le 13 novembre 1918 entre les Alliés et les représentants du royaume de Hongrie, fixe une ligne de démarcation entre les territoires hongrois et les territoires serbes ou dévolus au nouvel État.

### Forces armées

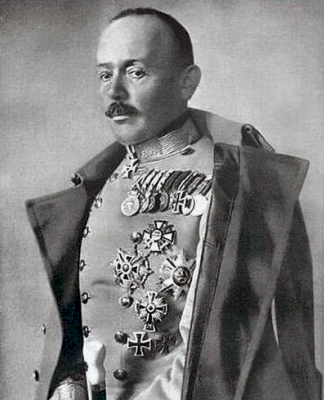
Svetozar Boroevic von Bojna, feldmarshall austro-hongrois, ici en 1918, refuse de prendre le commandement des unités de l'armée commune composées de Slaves du Sud.

Le nouvel État tente de mettre sur pied une force armée afin de faire face aux ambitions italiennes en Adriatique et en Slovénie.
Ainsi, les membres du Conseil national croate se rapprochent de Svetozar Boroevic von Bojna, feld-maréchal austro-hongrois d'origine croate, pour tenter de le persuader, sans succès, de mettre à la disposition du nouvel État les unités austro-hongroises composées de Serbes, de Croates, de Slovènes et de Bosniaques.
En dépit de cet échec, les dirigeants rencontrent plus de succès avec la marine de guerre de la double monarchie, que l'empire agonisant a légué le 31 octobre 1918 au nouvel État. Charles Ier avait en effet informé les représentants des Slaves du Sud des conditions spécifiques relatives à la flotte de guerre austro-hongroise contenues dans l'armistice signé avec l'Italie : l'armistice de Villa Giusti, conclu entre l'armée austro-hongroise et les Alliés, stipule la reddition de la marine de guerre austro-hongroise et son internement à Corfou, mais le manque d'équipages empêche l'entrée en vigueur de cette disposition, décidée alors que les hostilités avec le Reich impérial ne sont pas encore suspendues. Cependant, Miklós Horthy, alors commandant de la flotte de guerre austro-hongroise, remet aux autorités de l'État en cours de constitution les unités positionnées à Pola, conformément aux ordres reçus de l'empereur-roi.

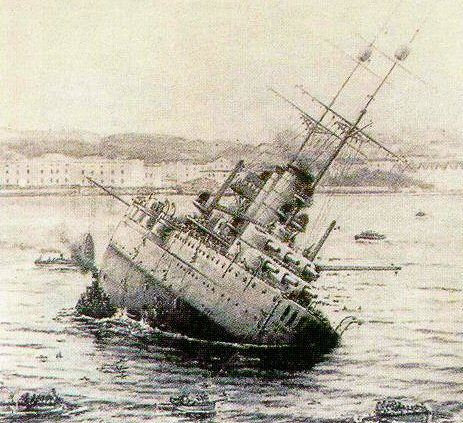
Le cuirassé SMS Viribus Unitis, après l'action de sabotage menée par les Italiens.

Les équipages, composés pour une majorité de Croates, n'obéissent en effet plus aux consignes de leurs commandants ; Miklós Horthy, dernier commandant en chef de la marine impériale et royale, quitte son navire amiral en emportant avec lui son pavillon, abandonnant de fait la flotte de guerre de la double monarchie à l'État des Slovènes, Croates et Serbe. Dans les jours qui suivent, la marine de guerre italienne s'empare de l'ensemble de la flotte du nouvel État. Dans la nuit suivant la cession de la flotte austro-hongroise au nouvel État, le 1er novembre 1918, le SMS Viribus Unitis, un des trois cuirassés austro-hongrois de la classe Tegetthoff à avoir survécu à la guerre, est coulé lors d'une action de sabotage menée par un commando de la Regia Marina, entraînant la mort du commandant de la flotte.
Cette flotte ne constitue pas le seul atout militaire de l'État alors en formation. En effet, durant les derniers jours du mois d'octobre, les régiments slaves du Sud de l'armée commune désertent en masse leurs positions pour rejoindre leur région d'origine ; ces soldats sont réorganisés au sein d'une brigade de volontaires, sous les ordres de Rudolf Maister, général austro-hongrois d'origine slovène.
Rapidement, la dégradation de la situation intérieure oblige les représentants locaux du nouvel État à faire appel aux unités serbes pour rétablir l'ordre, notamment en Bosnie-Herzégovine.

## Entre les Italiens et les Serbes
Bénéficiant du soutien des opinions publiques des principaux Alliés, les autorités du nouvel État doivent louvoyer entre les buts de guerre des différents alliés. De plus, les revendications italiennes sur une partie du territoire de l'État des Slovènes, Croates et Serbes, garanties à Londres en 1915, obligent les responsables du nouvel État à louvoyer entre les Italiens et les Serbes, soutenus par les Français, tandis que le sort de certaines portions du territoire anciennement autrichien et hongrois, Fiume notamment, reste incertain.

### Un territoire réduit au fil des jours
Rapidement, le rythme de l'avance conjointe des troupes franco-serbes depuis Belgrade et le Monténégro, et italiennes sur le littoral adriatique, bloque les quelques tentatives souvent brouillonnes de mise en œuvre d'une organisation étatique.
Aussi, le nouvel État connaît une situation anarchique, des insurrections à caractère social et confessionnel, éclatent en Bosnie-Herzégovine,, justifiant aux yeux des membres du conseil national de Bosnie-Herzégovine la demande d'intervention serbe pour maintenir l'ordre dans la province.
Les termes de l'armistice facilitent la prise de contrôle du territoire par les troupes franco-serbes et italiennes ; ainsi, pour « maintenir l'ordre », Italiens et Serbes poussent leur avantage en menant la conquête, pour leur propre compte, des villes qu'ils estiment indispensables à la satisfaction de leurs ambitions respectives : les Italiens prennent ainsi le contrôle de la côte dalmate, les Franco-serbes conquièrent l'intérieur des terres, tout en disputant aux Italiens le contrôle de certains ports,.

### Politique étrangère
Les responsables du nouvel État, notamment Svetozar Pribićević, le plus en vue, se trouvent confrontés à la politique menée par le royaume d'Italie en Dalmatie, conforme aux termes du pacte de Londres, à l'avancée des troupes serbes sur son territoire, et à l'évacuation des unités de l'armée commune.
Dans cette optique, Svetozar Pribićević tente de neutraliser la politique italienne tout en préparant l'union avec la Serbie. Pour tenter de s'opposer aux ambitions italiennes, les membres du conseil national Croate tentent alors de convaincre Boroevic von Bojna, feld-maréchal austro-hongrois d'origine croate, de déployer les unités austro-hongroises composées de Croates et de Slovènes face aux Italiens, ce à quoi celui-ci s'oppose. Placés au centre des rivalités entre Italiens et Serbes, les responsables du nouvel État négocient avec les représentants alliés : le nouvel État conserve ainsi le contrôle de la Styrie et du Nord-Est de la Slovénie, maintenant son autorité sur Maribor ; de plus, la partie méridionale de la Styrie est conquise au terme d'une rapide campagne militaire menée contre les troupes de la nouvelle république d'Autriche allemande, établie sur les territoires germanophones de l'empire d'Autriche.
En outre, à partir du 10 novembre, les représentants du nouvel État participent à des négociations à Genève, en territoire neutre, avec des représentants du royaume de Serbie afin de fusionner en une entité fédérale, conformément aux termes de l'accord du 9 novembre,. Au terme de quelques semaines de négociations, illustrant les divergences entre les responsables de cet État éphémère, les représentants du royaume de Belgrade arrachent aux négociateurs du nouvel État leur accord pour l'intégration de ce dernier au sein d'un État unifié, regroupant la majorité des Slaves du Sud ; cependant, les termes de l'accord sont torpillés à la fois par la politique des Serbes du royaume de Belgrade, appuyés par les représentants serbes de l'État des Slovènes, Croates et Serbes, et par la rapidité de l'avance de l'armée serbe à l'intérieur des anciens territoires de la monarchie danubienne.

### Une monnaie d'échange
Enfin, le nouvel État apparaît rapidement comme une monnaie d'échange dans les négociations entre Alliés, destinée à justifier des arbitrages décidés lors des négociations de paix avec la Hongrie.
Pour satisfaire les revendications italiennes dans l'Adriatique, garanties par le pacte de Londres, ces régions sont considérées comme d'anciens territoires de la double monarchie. Cependant, les négociations entre Alliés n'empêchent pas les accrochages entre Italiens et Slaves du Sud dans l'Adriatique ; des marins italiens et slaves, civils et militaires, multiplient les affrontements dans les différents ports des îles dalmates au cours du mois de novembre : les représentants du nouvel État envoyés sur place assistent impuissants à ces heurts, souvent violents, parfois sanglants.
Cependant, afin de modérer les prétentions hongroises sur certaines portions de territoire du nouvel État, les Alliés considèrent ces territoires comme peuplés de Yougoslaves libérés de l'oppression des Habsbourg.

### Union avec la Serbie

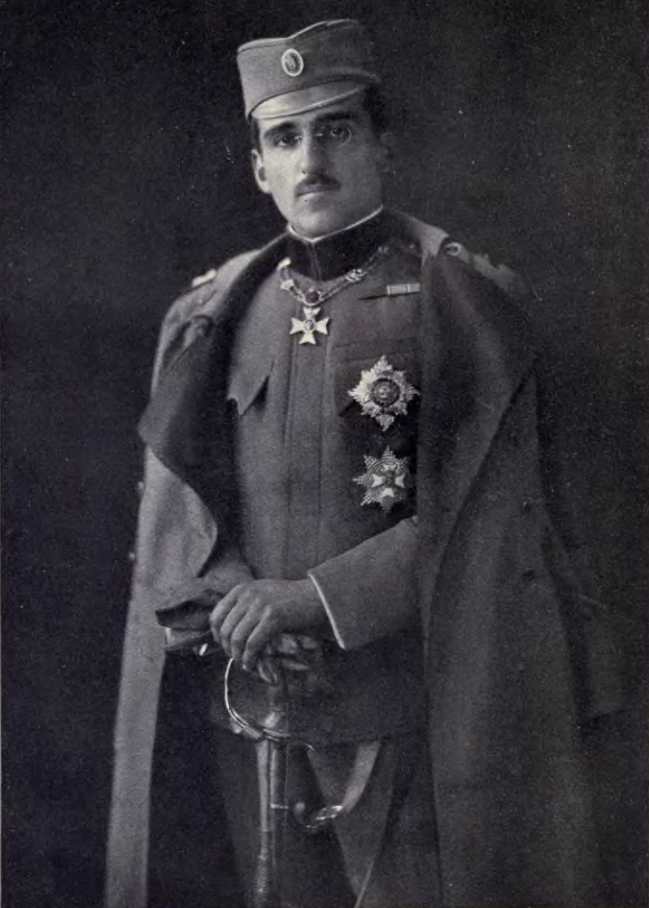
Le régent Alexandre reçoit une délégation de représentants de l'État des Slovènes, Croates et Serbes le 28 novembre 1918 guerre mondiale.

Durant le mois de novembre, des représentants de l'État des Slovènes, Croates et Serbes, qui ne jouit toujours pas d'une reconnaissance internationale, se rapprochent du gouvernement royal serbe pour négocier l'union des deux États.
Ainsi, entre le 6 et le 9 novembre 1918, des négociations se déroulent à Genève entre les représentants du royaume de Belgrade et ceux de l'État des Slovènes, Croates et Serbes. Parallèlement à ces démarches, le gouvernement royal serbe reconnaît, le 8 novembre, le gouvernement de l'État des Slovènes, Croates et Serbes comme le représentant des populations slaves du Sud de la double monarchie, ce qui l'érige en interlocuteur privilégié des négociateurs serbes.
De plus, le caractère fédéral du futur royaume des Slaves du Sud est accepté par les représentants serbes lors des négociations de Genève, auxquelles assistent des représentants du comité yougoslave, replié à Londres ; cependant, la démission du premier ministre serbe, Pašić, remet en cause les accords conclus lors de ces négociations,.
Dans la nuit du 23 au 24 novembre 1918, les membres du comité central du conseil national des Slaves du Sud votent l'envoi d'une délégation à Belgrade ; les membres de cette délégation sont reçus le 28 novembre par le régent Alexandre, en vue d'ouvrir des négociations pour intégrer le royaume de Serbie.

L'État des Slovènes, Croates et Serbes intégré au sein du royaume des Serbes, Croates et Slovènes.

Le 30 novembre 1918, après trente-trois jours d'existence, le gouvernement provisoire, après des pourparlers formels, accepte, par l'envoi d'une adresse au régent Alexandre, l'union avec le royaume de Serbie,. Après l'acceptation de l'adresse par le régent, se constitue officiellement le royaume des Serbes, Croates et Slovènes. Cependant, l'union entre les deux États laisse en suspens la question de l'organisation interne du nouveau royaume.
Ces questions en suspens créent les conditions de fortes tensions entre Serbes du royaume de Serbie d'une part, et Croates de l'autre, attisées par la politique vaticane encouragée par le Reich : le 5 décembre 1918, l'armée serbe tire sur une manifestation de Croates à Zagreb, causant la mort de quinze manifestants. Le même jour, la messe de Te Deum, destinée à célébrer l'union entre la Serbie et l'État des Slovènes, Croates et Serbes, est célébrée par l'archevêque de Zagreb dans une cathédrale désertée par ses fidèles.
À ces déboires internes, s'ajoute la partition des territoires anciennement austro-hongrois peuplés par les Slaves du Sud. En effet, le Nord-Ouest de l'État échoit au royaume d'Italie, à la suite de maladresses de ses responsables et du désintérêt des hommes politiques du nouveau royaume des Serbes, Croates et Slovènes ; cette conquête est cependant exploitée par les hommes d'État serbes, qui utilisent la peur que les Croates éprouvent vis-à-vis des Italiens pour pousser les représentants croates à accepter l'union avec la Serbie.